# Dömös
Dömös (szlovákul: Dimiš) község Komárom-Esztergom vármegyében, az Esztergomi járásban.

## Fekvése
Komárom-Esztergom vármegyében, a Dunakanyarban, a Visegrádi-szoros áttöréses völgyében, a Duna jobb partján,, a Duna jobb partján található, a megye és a Közép-Dunántúli régió legkeletebbre fekvő települése. Budapesttől 45, Esztergomtól 16, Visegrádtól 5 km távolságban helyezkedik el. A településen a 11-es számú (Budapest-Visegrád-Esztergom) főközlekedési út halad át. A Duna túlsó (bal) partján húzódó Budapest–Szob-vasútvonal Dömösi átkelés megállóhelyével (amely Nagymaros és Zebegény között van félúton) 2014 nyarán ismét megszakadt az összeköttetés, a rév leállása miatt. Hajóúton Nagymarossal és Szobbal is összeköttetésben van.

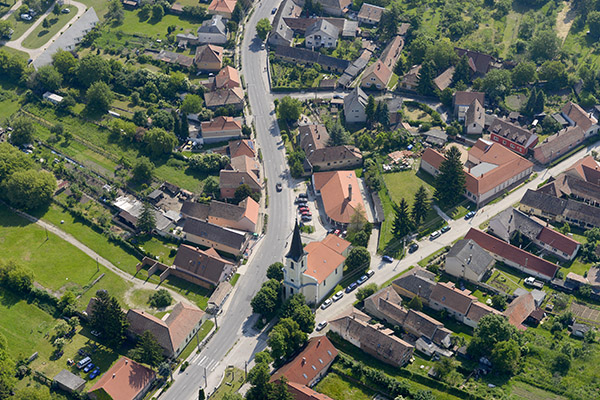
Dömös madártávlatból, a katolikus templommal
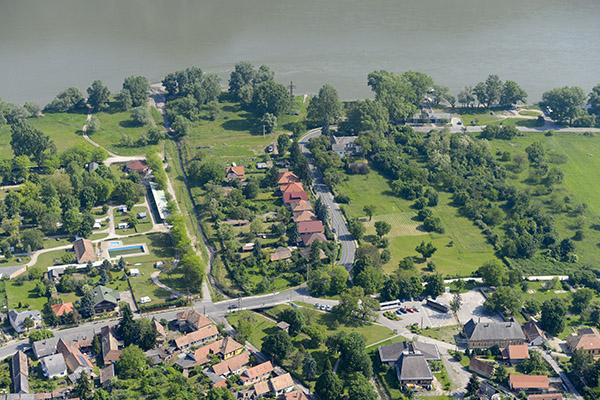
Dömös község a Duna partján
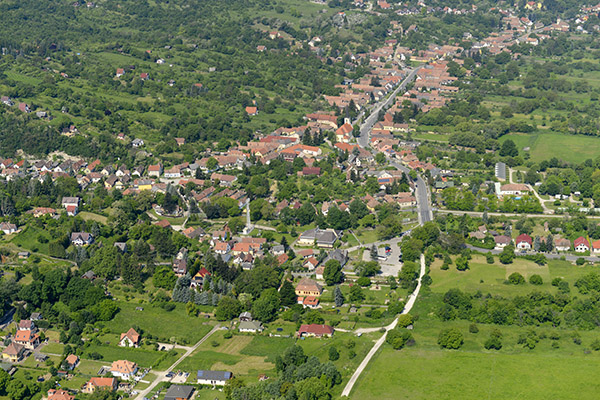
Dömös látképe légi felvételen
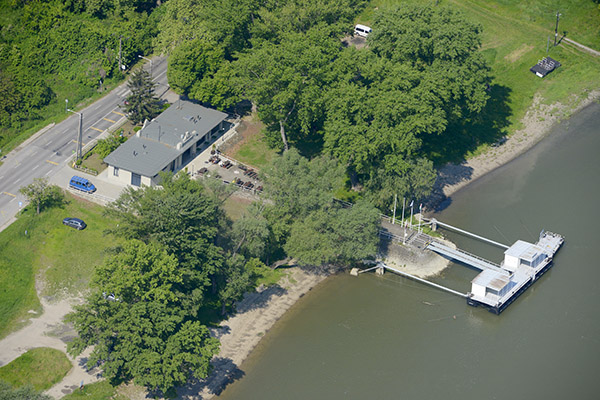
Hajókikötő a Dunán
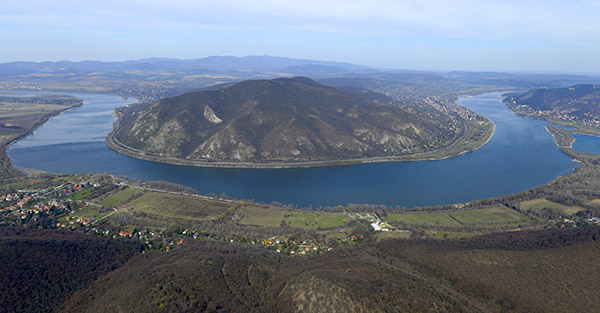
A Dunakanyar

## Története
Ez a kedvező fekvésű vidék a legősibb időktől kezdve megtelepedésre csábította az embert. Az emberi település legkorábbi nyoma a község északkeleti részén az őskőkorszakból ismert. Az 1960-as évek elején egy rénszarvasvadászattal foglalkozó ősemberi közösség telepének maradványait tárták fel itt a régészek: tűzhelyek, vadló- és rénszarvascsontok, pattintott kőszerszámok kerültek elő.
A Duna-parton, a Köves-patak torkolata közelében előkerült zsugorított csontvázas sír és a mellette talált kőszerszám a terület rézkori (i. e. 2500-1900) lakóinak leletei.
A késő bronzkorszaknak jelentős emléke található a Rám-szakadék, Lukács-árka és Árpádvár közti területen. Ez egy kb. 500 × 500 méter terjedelmű, szabálytalan sokszög formájú földvár, amelynek jól látható sánca végig a meredek hegyoldal szélén halad és hatalmas területet ölel körül. A földvárat – a belső területéről előkerült leletek alapján – a késő bronzkori urnasíros kultúra népe mintegy 3000 évvel ezelőtt építette. Az eredetileg magas sáncot azóta 1-3 méter magasságúra koptatta az idő.
Ugyanebből a korszakból több nyíltszíni (nem erődített) telep nyomát is ismerjük a község határából: Körtvélyes pusztánál, a Köves-patak torkolatánál és a Duna- parti Tófenék-dűlőben

### A római kor és a népvándorlás
A legkorábbi kőépítmények a római korból maradtak ránk. A Duna vonalát – a Római Birodalom Pannonia tartományának határát – kőből épült, árokkal, palánkkal is megerősített őrtornyok és erődök láncolata védte a túlparton lakó "barbár" népek támadásaival szemben.
A dömösi Duna-parton a Köves-patak és Malom-patak torkolatánál, illetve a Tófenék-dűlőben állt egy-egy ilyen őrtorony.
Közülük a Köves-patak mellettit 1959-ben feltárták. A 11×11 méter alapterületű, 1 méter falvastagságú tornyot vizesárok övezte. Területén Valentinianus császár érmeit, edényeket találtak.
A Malom-patak melletti római torony maradványaira épült rá a dömösi révállomás kis épülete. A katolikus templom mellett 1985-ben római téglaégető kemence maradványai kerültek elő. 2000-ben a múzeum homokkal temette be, tekintettel arra, hogy a további feltárásra nem volt anyagi fedezet és így jobban meg lehet védeni a pusztulástól.
A római birodalom bukása után a népvándorlás néphullámai következtek, majd 568-tól a IX. század végéig az avarok telepedtek meg vidéken. Az ő emléküket idézik azok a bronzból készült díszes veretek, övdíszek és szíjvégek, valamint cserépedények, amelyek az általános iskola és a Malom-patak között fekvő avar temető sírjaiból kerültek elő.

### A honfoglalás és az Árpád-házi királyok kora

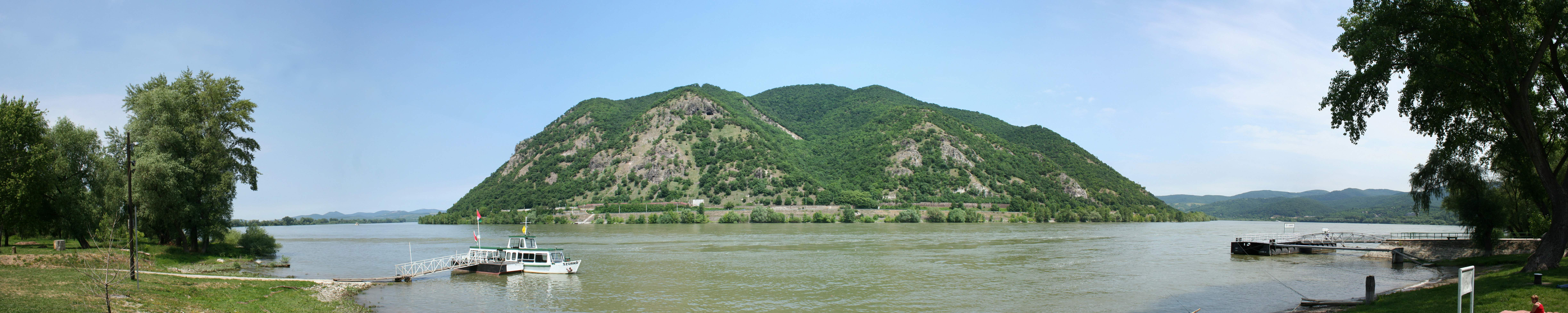
Dömösi panoráma

A IX. században megjelenő honfoglaló magyarok itteni megtelepedéséről is vannak adataink, emlékeink. Az Árpádvár (483 m) hegycsúcsán pedig Árpád-kori kővár falai emelkedtek.
A Dunakanyar által körülölelt erdős hegyvidék a honfoglalástól kezdve a fejedelmek, majd Árpád-házi királyaink családi birtokterülete volt. Ezen a hatalmas erdőbirtokon, melyet a középkorban egységesen Pilis-erdőnek neveztek, több királyi vadászkastély, palota létezéséről tudunk. Az elmúlt évek régészeti-történeti kutatásaiból tudjuk azt is, hogy közöttük kiemelkedő szerepet játszott a dömösi királyi palota, mely a XI. században királyaink kedvelt tartózkodási helye és fontos birtokközpontja volt.
Első közvetlen adatunk a Képes Krónikában maradt fenn erről az időről. Az 1063. év eseményeinél ugyanis a következők olvashatók: „A jámbor (I.) Béla király ezután betöltve uralkodásának harmadik évét, királyi jószágán, Dömösön összezúzódott beomló trónján” Béla király ekkor egy várható német támadás visszaverésére készülődve tartott itt országgyűlést. A nyugati határok felé felvonuló csapatai után vitték Dömösről sebesülten, amikor meghalt.
Dömös nevének és az itt álló királyi palotának legkorábbi – eredetiben fennmaradt – írott emlékét I. (Szent) László királynak egy 1079-ben kelt oklevele őrizte meg. Ebben az esztendőben László király is németek elleni hadjáratra készülődve tartózkodott Dömösön, ahol Guden királyi szerviens egy birtok adományozásával kapcsolatban kereste őt fel. Az okirat szerint „a király ebben az ügyben szabad rendelkezést engedélyezett a dömösi kúriában (incuria Dimisiensi), amikor télidőben a németek megsemmisítésére készült”.

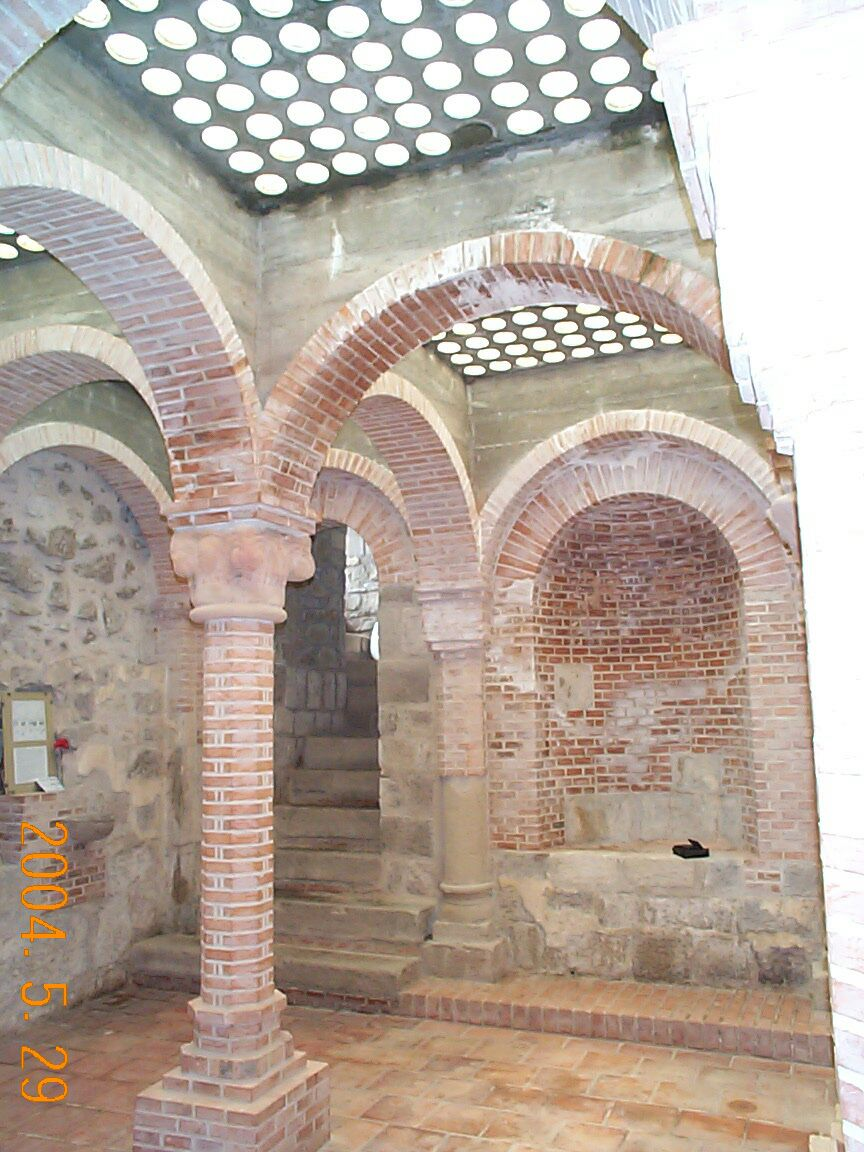
A kolostor helyreállított altemploma

A XI. század vége táján a királyi palota hercegi tulajdonba került. A XII. század elején ismét jelentős események színhelye lett Dömös. Könyves Kálmán király fivére, Álmos herceg, a korábbi királyi kastély mellett prépostságot és káptalant alapított 1107-ben. Az alapítás és felszentelés körülményeit részletesen elbeszélő Képes krónika miniátora az eseményeket képekben is megörökítette: „A herceg ezután Dömösön monostort épített, meghívta a királyt, jöjjön el a felszentelésre. Úgy is történt. Ezután a palotabeliek megvádolták a herceget: kelepcét készít, hogy megölje a királyt a monostor épületében. A király haragra gyúlt és el akarta őt fogni, de a főtisztelendő püspökök és más derék főemberek tudták, hogy ez hamisság és csak a herceg ellenségei találták ki – közbenjártak érte a királynál és összebékítették őket.”
A király ezután – nem bízva már Álmos hercegben – szabadon engedte őt, de kísérőket adott mellé, amikor vadászatra indult a Bakonyba. A herceg sólyma Csór mellett varjút fogott. A két madár küzdelmében Álmos saját sorsát látva, megkérdezte kísérőit: „Mi lenne, ha a varjú megesküdne a sólyomnak, nem károg többé, ha elbocsátja?” A kísérők jelentették e szavakat a királynak, Álmos pedig megszökve tőlük Passauba futott a német császárhoz – segítségért bátyja ellen.

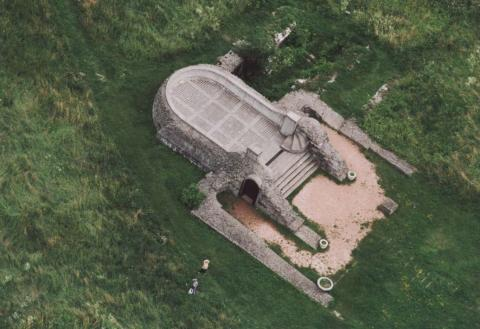
A kolostor légifotója

„Az Úr 1113-ik évében a császár hatalmas sereget mozgósított Álmos herceg érdekében és Magyarország határára jött, hogy tárgyaljon a királlyal és békét szerezzen köztük, ez meg is történt” – írja tovább a krónikás. A békekötést követően a király mégis elfogatta Álmost és fiát, Béla herceget és megvakíttatta őket. Ezek után „Álmos herceget Dömösre vitték a saját monostorába.”
Kálmán király később, amikor halálát érezte közeledni – hogy fiának biztosítsa a trónt –, elküldte Bot fiát, Benedeket Dömösre, fogja el és ölje meg a herceget, ne örökölhessen halála esetén. Halljuk tovább a krónikást:
"Amikor aztán Benedek odaért, a herceg a monostor előtt ült és siratta fájdalmát. Mikor meghallotta a lovasok siető közeledését, megérezte lelkében, hogy veszedelem fenyegeti és bevitette magát a monostorban és kezével megfogta Szűz Szent Margit oltárát, hogy Isten és a szentek tiszteletéből ne merészeljék elvonszolni onnan. De Benedek rátette szentségtörő kezét és erőszakosan elvonszolta az oltártól, melyet tartott. Közben a herceg kezéről lehorzsolódott a bőr és az oltárt vér szennyezte meg. A papok vigyáztak az egyház ajtajában és el akarták fogni: ő azonban megneszelte ezt, dühös szívvel kiment, ahogyan tudott és amikor elvágtatott, Pilis erdejében leesett a lóról, nyakát szegte és meghalt. Kutyái követték, azok falták fel húsát és csontjait. Ő Fiát Bélát pedig a főemberek Magyarországon tartották, de titkon, a király dühe miatt."
Könyves Kálmán fia, II. István király később – mivel örököse nem volt – a megvakított Bélát tette meg utódául (1131-1141). Az ő uralkodása alatt – Saul prépost idejében – fejeződött be a prépostság építése, melyet azután II. (Vak) Béla király 1138-ban gazdag adományokkal látott el. Az adományozás tényét királyi okmány örökítette meg az utókor számára. Az adománylevél 95 falut, 1332 szolgát (név szerint), 138 szőlőt, régi mesterségeket, termékeket, földrajzi neveket stb. sorol fel, s ezzel Árpád-kori történelmünk és gazdaságtörténetünk egyik igen fontos forrása.
A prépostság szolgáltató népei között találunk: kenyérsütőket, szakácsokat, esztergályosokat, harangozókat, palackkészítőket, méhészeket, lovászokat, solymászokat, ácsokat.
1242-ben a monostort valószínűleg felégették a tatárok, de csakhamar újjáépülhetett.
Prépostjainak, akik gyakran fontos szerepet játszottak a vidék életében, egész sorát ismerjük középkori okleveleinkből. Kiemelkedik közülük a Churlati nemzetségből származó Fülöp, aki 1246-ban IV. Béla király feleségének, Mária királynénak volt kancellárja.
Sol nevű prépostját 1288-ban a zebegényi apátság Szob melletti birtokának peres ügyével kapcsolatban említik.
A dömösi prépostság egyúttal hiteleshely is lehetett. Egy oklevélen fennmaradt a prépostság nagyobbik pecsétjének lenyomata. A pecséten a templom védőszentjének, Szent Margitnak alakja látható, körülötte latin felirat: (Sigillum) Capituli ecclesie Demesien(sis) maius = a dömösi egyház káptalanjának nagy pecsétje.
1295-ben VIII. Bonifác pápa az egyházi fegyelem meglazulása miatt a dömösi prépostságot az esztergomi érsek felügyelete alá rendelte.
Egy 1298-ban kelt oklevélből tudjuk, hogy a Dunának az Ipoly torkolata és a Leustách-sziget közti részén a vizahalászat joga is a prépostságé volt.

### A késő középkor és a török hódoltság
1321. december 8-án a fellázadt visegrádi várőrség támadása után "teljesen elpusztult és lakhatatlanná vált" a monostor.
A káptalan XIV. századi prépostjai közül többet ismerünk. Némelyikük kiváló, tudós ember volt, akik hamarosan magasabb pozícióba került. Mások nevét és emlékét erőszakos tetteik miatt örökítették meg régi oklevelek. Márton prépost ellen például 1342-ben VI. Kelemen pápa vizsgálatot rendelt el erőszakos tetteinek kivizsgálására. Nevezettről több régi okmány megemlékezik. Ezekből tudjuk, hogy 1329 és 1357 között töltötte be a dömösi préposti tisztet. Egy 1347-ben kelt oklevélen pedig fennmaradt Márton prépost pecsétje is, amelyen – a káptalanéhoz hasonlóan – Szent Margit alakja látható. Felirata:  S(igillum) Martini, prepositi ecclesie Dymisiensis – a dömösi egyház prépostjának, Mártonnak pecsétje.
Dömös XV. századi prépostjai közül Rozgonyi Pétert említjük meg, akiből később veszprémi püspök lett. Ez idő tájt Zsigmond király is megfordult Dömösön, eltöröltette a dömösi prépostságot és az Olajfák hegyéről nevezett ("Olivetán") Benedek-rendi szerzetesek apátságává alakíttatta (1433-1445). Az olivetán szerzetesek el is foglalták Dömöst, azonban 1446-ban lemondtak apátságukról, és elköltöztek innét.
A megüresedett apátságot ismét prépostsággá alakították át, élére pedig Hunyadi János kormányzó egyik kedvelt emberét, Hosszuaszai Bothos István esztergomi kanonokot, királyi kancellárt, szenttamási prépostot nevezték ki.
Ettől kezdve az esztergomi érsek joghatósága alatt állt a prépostság 1501-ig, amikor VI. Sándor pápa a nyitrai püspökségez csatolta, s az egyesítésről szóló okmányt 1503. október 3-án III. Pius pápa is megerősítette. Ezek után a nyitrai püspökök lettek egyúttal dömösi prépostok is.
A prépostság díszes épületeit már 1541-ben, Buda elfoglalása után felégethette a török. Végleges pusztulása Visegrád és Esztergom elfoglalása (1543) után következhetett be.
Magát a falut azonban a török korban is lakták. Az 1570. évi török adóösszeírás szerint: "Dimis falu nincs a defterben". A falu adózó lakói: "Cseris Mátyás: Cse János fia, András: Selem Jakab: Háni (?): Jakab fia, Imre: Lázár Duszlicsa fia, Albert: Tót Máté, Tót László, Tót István fia, János: Turincs Benedek: másik Tót István: Tót Ádám".

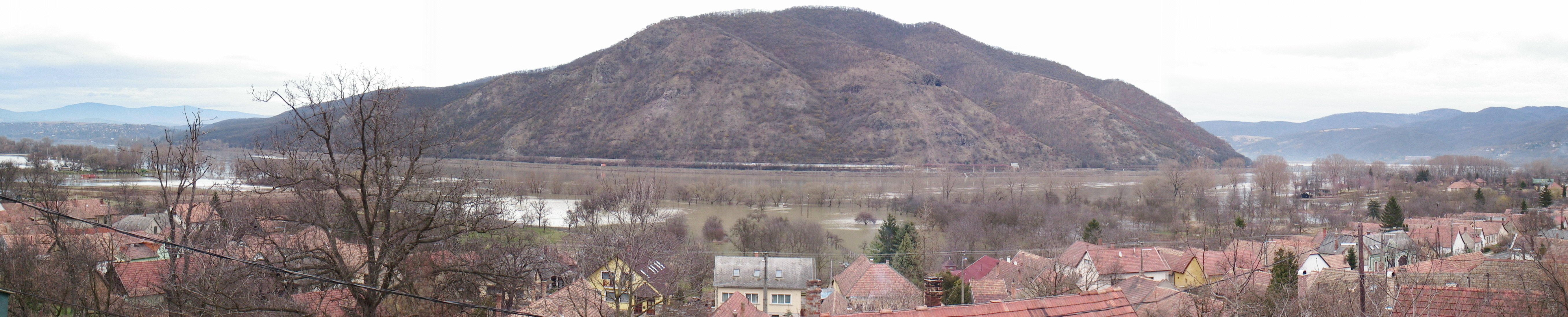
Dömösi árvíz 2006. március 31-én

A XVIII. század elején a régi híres épületnek már csak romjai állnak. Az egykorú leírás szerint azonban "a most is látható romok bizonyítják, hogy azt királyi bőkezűséggel építtette. Álmos herceg, Vak Béla király atyja." Ekkor a használhatatlan romokat a lakosság építkezésekhez kezdte széthordani. A maradványok sorsát végül az új plébániatemplom építése pecsételte meg: 1733-1744 között gróf Erdődy Ádám nyitrai püspök, dömösi prépost a régi romok köveiből építteti fel barokk stílusban a község mai templomát.
Az altemplom tárlatvezetéssel újra látogatható, sőt eredeti szakrális funkciójához is visszatért ökumenikus imahelyként a Magyarországi Szabad Ökumenikus Közösség (www.1000evestemplom.hu) gondozásában.

## Közélete

### Polgármesterei
- 1990–1994: Fehér Károlyné (független)[5]
- 1994–1998: Fehér Károlyné (független)[6]
- 1998–2002: Hendrik István (független)[7]
- 2002–2006: Hendrik István László (független)[8]
- 2006–2010: Novák Lajos (ÖDE)[9]
- 2010–2013: Novák Lajos (független)[10]
- 2013–2014: Novák Lajos (független)[11][12]
- 2014–2019: Herman Jenőné (független)[13]
- 2019–2024: Herman Jenőné (független)[14]
- 2024– : Herman Jenőné (független)[1]

A településen 2013. június 9-én időközi polgármester-választást (és képviselő-testületi választást) tartottak, az előző képviselő-testület önfeloszlatása miatt. A választáson a hivatalban lévő polgármester is elindult, és meg is erősítette pozícióját.

## Népesség
A település népességének változása:
| Lakosok száma | 1144 | 1162 | 1116 | 1213 | 1200 | 1147 | 1160 |
|               | 2013 | 2014 | 2015 | 2021 | 2022 | 2023 | 2024 |

A 2011-es népszámlálás során a lakosok 78%-a magyarnak, 0,5% cigánynak, 1,9% németnek mondta magát (21,9% nem nyilatkozott; a kettős identitások miatt a végösszeg nagyobb lehet 100%-nál). A vallási megoszlás a következő volt: római katolikus 48%, református 9,9%, evangélikus 0,4%, görögkatolikus 0,7%, felekezeten kívüli 8,5% (31,4% nem nyilatkozott).
2022-ben a lakosság 86,2%-a vallotta magát magyarnak, 1,7% németnek, 1,6% cigánynak, 0,2% szlováknak, 0,2% bolgárnak, 0,1-0,1% szerbnek, lengyelnek, görögnek, örménynek, ukránnak, románnak és ruszinnak, 2,5% egyéb, nem hazai nemzetiségűnek (13,7% nem nyilatkozott; a kettős identitások miatt a végösszeg nagyobb lehet 100%-nál). Vallásuk szerint 33,2% volt római katolikus, 7,7% református, 0,3% evangélikus, 0,3% görög katolikus, 0,1% izraelita, 1,8% egyéb keresztény, 1,1% egyéb katolikus, 8,6% felekezeten kívüli (46,8% nem válaszolt).

## Nevezetességei

### Nevezetes épületek

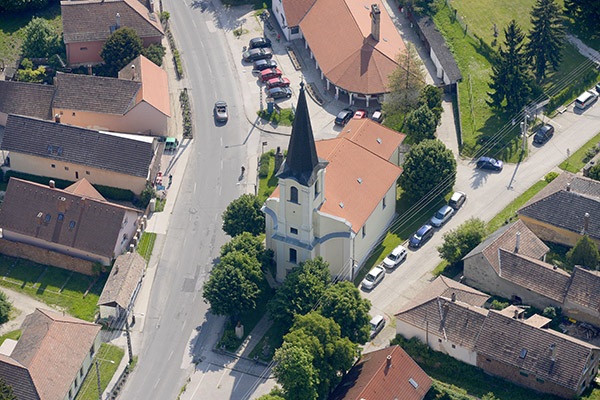
Dömös római katolikus temploma

- Római katolikus templom (18. századi)
- Református templom (20. századi)
- Árpádvár (12-15. századi lakótorony romjai)

### Ismert személyek

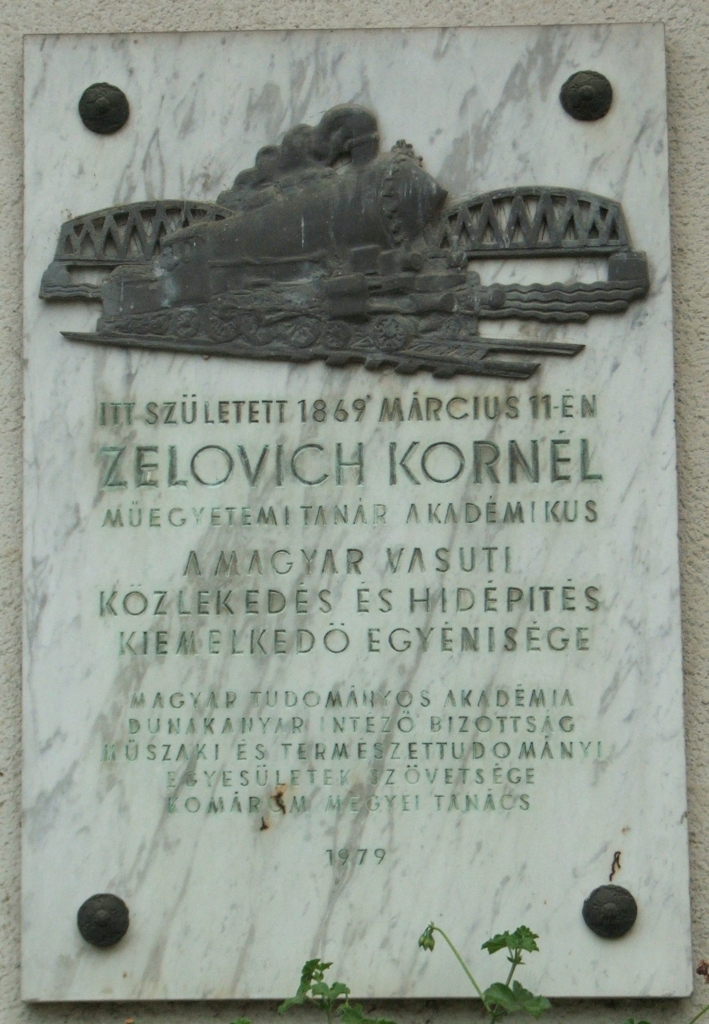
Zelovich Kornél emléktáblája a szülőháza falán

- Itt született 1869-ben Zelovich Kornél akadémikus
- Itt született 1878-ban Ethey Gyula helytörténész
- Itt született 1923-ban Vertel József grafikus, bélyegtervező
- Itt született 1925-ben Szoboszlai Sándor Jászai Mari-díjas színművész, érdemes és kiváló művész
- Itt halt meg 1966-ban Radák Lajos magyar huszárezredes, földbirtokos, országgyűlési képviselő.

## A település a szépirodalomban
- Részben Dömösön játszódik Kolozsvári Grandpierre Emil Harmatcseppek című regénye.